# ブリトニー・キャメロン
ブリトニー・テイラー・キャメロン（Brittany Taylor Cameron, 1986年12月3日 - ）は、アメリカ合衆国カリフォルニア州サンレアンドロ出身の女子サッカー選手。

## 来歴

### 生い立ち
カリフォルニア州ダブリンで育ち、ダブリン高校に通った。高校4年時にはチームキャプテンを務め、ディアブロ・フットヒル・アスレチック・リーグのファーストチームとディフェンシブMVPに選ばれた。ダブリン・ハイ・エナジーやプレザントン・レイジといったユースのクラブチームでもプレーした。
サンディエゴ大学に進学してGKとしてプレー。1年時には16試合に出場しチームベストの1試合平均失点1.84を記録した。2年時は13試合出場でチームトップの平均失点1.21、5試合完封を記録した。3年時は全21試合に出場し、その内20試合に先発出場。チームベストのセービング数78と9試合完封を記録。4年時にウェスト・コースト・カンファレンス（WCC）でディフェンシブ・プレイヤー・オブ・ザ・イヤーを受賞し、WCCのファーストチームと全米サッカーコーチ協会（NSCAA）オールウエスト・セカンドチームに選出された。

### クラブキャリア
2009年、WPSのドラフトにおいて全体で52番目に指名されてロサンゼルス・ソルに加入した。翌年にクラブが活動停止した後はFCゴールド・プライドと契約し、リーグ優勝を経験した。
2011年、ウエスタン・ニューヨーク・フラッシュと契約。クラブは同シーズンのチャンピオンシップでPK戦の末にフィラデルフィア・インディペンデンスを破って優勝した。
WPS廃止後の2012年、WPSLエリートに参戦するウエスタン・ニューヨーク・フラッシュと再契約した。シカゴ・レッドスターズとのチャンピオンシップではPK戦を制して優勝を果たし、クラブは3年連続で異なるリーグにおいてタイトルを獲得した。
2013年2月、NWSLのサプリメンタルドラフトでスカイ・ブルーFCに指名されて契約する。リーグ開幕戦で古巣のウエスタン・ニューヨーク・フラッシュに完封勝利し、リーグ開幕週のプレイヤー・オブ・ザ・ウィークに選ばれた。同年は5月のプレイヤー・オブ・ザ・マンスにも選出されている。12月にはアメリカ女子代表合宿メンバーに招集された。
2014年8月、日本のベガルタ仙台レディースに期限付き移籍で加入、クラブ初の外国籍選手となった。加入当初は日本語を理解出来なかったため、英語を話せるセンターバックの山本りさがフォローをした。2015年1月、期間満了により仙台を退団した。2015年シーズンはスカイ・ブルーでプレーしていたが、9月に仙台へ再度期限付き移籍で加入した。しかし加入した翌月に負傷し、リーグ戦で出場機会は無かった。12月19日の皇后杯準々決勝・浦和レッズレディース戦ではPK戦にて猶本光のシュートをセーブし、ベスト4進出に貢献した。2016年より完全移籍に移行した。同シーズンはリーグ戦・リーグカップ戦全試合フル出場を果たし、チーム年間MVP賞を受賞した。2017年シーズン限りで契約満了により仙台を退団。

### 指導者キャリア
ナイアガラ大学、サンディエゴ大学、ダートマス大学でアシスタントコーチを務めた。

## 個人成績
| 国内大会個人成績 | 国内大会個人成績   | 国内大会個人成績 | 国内大会個人成績 | 国内大会個人成績             | 国内大会個人成績          | 国内大会個人成績 | 国内大会個人成績 | 国内大会個人成績 | 国内大会個人成績 | 国内大会個人成績 | 国内大会個人成績 |
| 年度             | クラブ             | 背番号           | リーグ           | リーグ戦                     | リーグ戦                  | リーグ杯         | リーグ杯         | オープン杯       | オープン杯       | 期間通算         | 期間通算         |
| 年度             | クラブ             | 背番号           | リーグ           | 出場                         | 得点                      | 出場             | 得点             | 出場             | 得点             | 出場             | 得点             |
| アメリカ合衆国   | アメリカ合衆国     | アメリカ合衆国   | アメリカ合衆国   | リーグ戦                     | リーグ戦                  | リーグ杯         | リーグ杯         | オープン杯       | オープン杯       | 期間通算         | 期間通算         |
| ---------------- | ------------------ | ---------------- | ---------------- | ---------------------------- | ------------------------- | ---------------- | ---------------- | ---------------- | ---------------- | ---------------- | ---------------- |
| 2009             | LAソル             | 0                | WPS              |                              |                           |                  |                  |                  |                  |                  |                  |
| 2010             | ゴールド・プライド | 18               | WPS              | 3                            | 0                         |                  |                  |                  |                  |                  |                  |
| 2011             | WNYF               | 0                | WPS              | 0                            | 0                         |                  |                  |                  |                  |                  |                  |
| 2012             | WNYF               | 0                | WPSLエリート     |                              |                           |                  |                  |                  |                  |                  |                  |
| 2013             | スカイ・ブルー     | 1                | NWSL             | 19                           | 0                         |                  |                  |                  |                  |                  |                  |
| 2014             | スカイ・ブルー     | 1                | NWSL             | 7                            | 0                         |                  |                  |                  |                  |                  |                  |
| 日本             | 日本               | 日本             | 日本             | リーグ戦                     | リーグ戦                  | リーグ杯         | リーグ杯         | 皇后杯           | 皇后杯           | 期間通算         | 期間通算         |
| 2014             | 仙台L              | 1                | なでしこ         | 4                            | 0                         | -                | -                | 3                | 0                | 7                | 0                |
| アメリカ合衆国   | アメリカ合衆国     | アメリカ合衆国   | アメリカ合衆国   | リーグ戦                     | リーグ戦                  | リーグ杯         | リーグ杯         | オープン杯       | オープン杯       | 期間通算         | 期間通算         |
| 2015             | スカイ・ブルー     | 1                | NWSL             | 20                           | 0                         |                  |                  |                  |                  |                  |                  |
| 日本             | 日本               | 日本             | 日本             | リーグ戦                     | リーグ戦                  | リーグ杯         | リーグ杯         | 皇后杯           | 皇后杯           | 期間通算         | 期間通算         |
| 2015             | 仙台L              | 21               | なでしこ1部      | 0                            | 0                         | -                | -                | 3                | 0                | 3                | 0                |
| 2016             | 仙台L              | 21               | なでしこ1部      | 18                           | 0                         | 9                | 0                | 3                | 0                | 30               | 0                |
| 2017             | 仙台L              | 21               | なでしこ1部      | 17                           | 0                         | 2                | 0                | 3                | 0                | 22               | 0                |
| 通算             | アメリカ合衆国     | アメリカ合衆国   | WPS              | \|\|\|\|\|\|\|\|\|\|\|\|\|\| |                           |                  |                  |                  |                  |                  |                  |
| 通算             | アメリカ合衆国     | アメリカ合衆国   | NWSL             | 46                           | 0\|\|\|\|\|\|\|\|\|\|\|\| |                  |                  |                  |                  |                  |                  |
| 通算             | アメリカ合衆国     | アメリカ合衆国   | WPSLエリート     | \|\|\|\|\|\|\|\|\|\|\|\|\|\| |                           |                  |                  |                  |                  |                  |                  |
| 通算             | 日本               | 日本             | 1部              | 39                           | 0                         | 11               | 0                | 12               | 0                | 62               | 0                |
| 総通算           | 総通算             | 総通算           | 総通算           | \|\|\|\|\|\|\|\|\|\|\|\|\|\| |                           |                  |                  |                  |                  |                  |                  |